# Brunilda da Austrásia
Brunilda da Austrásia (em espanhol: Brunegilda; Toledo, c. 545/50 — Renève, 613) foi uma rainha do reino merovíngio da Austrásia. Brunilda era filha do rei visigodo Atanagildo e Gosuinda, e tornou-se rainha da Austrásia por meio do seu casamento com o rei Sigeberto I.